# Karen Kurreck
Karen Brems Kurreck (Urbana, 13 de junho de 1962) é uma ex-ciclista olímpica estadunidense. Representou sua nação em dois eventos nos Jogos Olímpicos de Verão de 2000.